# Rokan Baru
Rokan Baru is een bestuurslaag in het regentschap Rokan Hilir van de provincie Riau, Indonesië. Rokan Baru telt 3247 inwoners (volkstelling 2010).